# Outi Ojala
Outi Marjatta Ojala (ur. 28 czerwca 1946 w Lappee w Karelii Południowej, zm. 16 maja 2017 w Helsinkach) – fińska polityk i pielęgniarka, deputowana do Eduskunty, posłanka do Parlamentu Europejskiego IV kadencji, w 2002 przewodnicząca Rady Nordyckiej.

## Życiorys
Córka Leo Johannesa Ojaly i Jenny Berg. Z wykształcenia dyplomowana pielęgniarka, pracowała w tym zawodzie m.in. w szpitalu Marian sairaala w Helsinkach. Działaczka Fińskiej Ludowej Ligi Demokratycznej, a od 1990 powstałego m.in. na bazie tej partii Sojuszu Lewicy. Kierowała stołecznymi strukturami partii (1990–1995) i frakcją kobiet tego ugrupowania (1990–1997). W latach 1989–1996 i 2001–2012 była radną miejską w Helsinkach. Od 1991 do 1996 po raz pierwszy zasiadała w parlamencie. W pierwszych w Finlandii wyborach europejskich w 1996 uzyskała mandat posłanki do Europarlamentu IV kadencji, który wykonywała do 1999, należąc do frakcji komunistycznej. Złożyła go na kilka miesięcy przed końcem kadencji, po czym od 1999 do 2007 ponownie wchodziła w skład krajowego parlamentu.

## Odznaczenia
- Medal Rady Bałtyckiej – 2004[5]